# Djeca (album)
Djeca je prvi album grupe Djeca.

## Popis pjesama
1. Acapulco
2. Covjek s odlicnim vidom
3. Hi-fi
4. Amsterdam
5. Arhimed
6. Neplodni dan
7. Modra spilja
8. 12 mjeseci
9. Najgori
10. Netko